# 托尔托萨
托尔托萨，是西班牙加泰罗尼亚塔拉戈纳省的一个市镇。总面积219平方公里，总人口33,510人（2018年），人口密度132人/平方公里。

## 友好城市
- 法國 勒皮